# 绍姆福伊·埃莱梅尔
绍姆福伊·埃莱梅尔（匈牙利語：Somfay Elemér，1898年8月28日—1979年5月15日），匈牙利男子现代五项、田径运动员。他曾代表匈牙利参加1924年和1932年夏季奥林匹克运动会，获得一枚银牌。